# 24025 Kimwallin
24025 Kimwallin là một tiểu hành tinh vành đai chính với chu kỳ quỹ đạo là 1229.0638364 ngày (3.36 năm).
Nó được phát hiện ngày 9 tháng 9 năm 1999.